# Bootleg
Bootlegs er uofficielle udgivelser af film eller musik, som fx piratoptagelser af koncerter eller demobånd.

Bootlegs kan normalt ikke købes i pladebutikker. De bliver i stedet distribueret gennem fx internettet eller plademesser.

Man mener at de første bootlegs kom frem i 60'erne og blev startet af Bob Dylan-fans.

Det skulle efter sigende være startet for alvor efter Bob Dylan's bootleg, Great White Wonder fra 1969 udkom.
Selv er Bob Dylan meget imod bootlegs. Der skulle efter sigende findes et interview, hvori han paranoidt fortæller, at bootlegerne ligger på lur under hans seng.
Bootslegs kan også dække over piratkopier af udgivelser som ikke længere er til at opdrive fra ny, og som har meget høj kurs som brugte (og med meget få eller ingen sælgere), men stadigt er efterspurgte. Disse bootlegs er ofte så veludførte at de ved første øjekast ligner originalen. I dag ses dette typisk ved udgivelser som er efterspurgt på Lp men kun er genoptrykt på cd, eller materiale som aldrig er udgivet, eksempelvis tv-udsendeler og film. Her adopteres optagelser fra tv (eller biograf) til en uofficiel udgivelse. Her er der oftest gået sport i at lave menuer, undertekster mv. ligesom på officielle DVD udgivelser.
Mange fans som ellers er mod piratkopiering, ser oftest disse bootlegs som en undtagelse, da der tit er tale om udgivelser som folk ellers ville betale for, men ikke har mulighed for at købe, og som folk har i sinde at købe hvis en officiel udgivelse udkommer. I visse tilfælde eksistere der måske ikke længere masterbånd eller lign, eller rettighedshaverne har været umulige at opspore. 
Det er da også set at officielle genoptryk er blevet lavet på baggrund af at mange bootlegs er kommet i omløb, selvom det blev vurderet at der kun var få eller ingen købere.
Ordet bootleg stammer fra forbudstiden i USA, hvor ordet betegnede at man smuglede flasker i støvleskafterne. For at lave bootleg plader kræves optageudstyr medbragt til koncerter, hvilket oftest skulle smugles forbi sikkerhedsvagter, hvorefter denne type plader var navngivet. I dag er det dog blevet nemmere da de fleste nyere mobiltelefoner har kamera og videokamera.
Nogle af de mest bootlegede kunstnere er:
- Bob Dylan
- Bruce Springsteen
- The Beatles
- Led Zeppelin
- Kiss
- Metallica
- Van Halen